# De jungleschatjes
De jungleschatjes is een  stripverhaal uit de reeks van Jerom, uitgegeven door de Standaard Uitgeverij in 1989.

## Locaties
- Strand, jungleeiland van Moe Mie, circus, huis van Jerom

## Personages
- Jerom, Moe Mie, Roetsje, Drammer

## Het verhaal
Jerom gaat naar het strand en besluit een stukje te gaan zwemmen. Hij komt per toeval een fles tegen en daarin zit een briefje met een hulpkreet van Moe Mie. Jerom zwemt naar het eiland en komt erachter dat Moe Mie veel last heeft van zijn neefje en nichtje. Ze zijn pestkoppen en vallen een tijger en een krokodil lastig. Jerom besluit zijn neefje en nichtje mee te nemen naar de beschaafde wereld om ze op te voeden. De kinderen hebben echter ook veel dierenvrienden en die proberen allerlei dingen om de kinderen op het eiland te houden. De beer, de olifant, de zwarte panter, de aap en de slang komen er echter achter dat Jerom nog sterker is dan zijn neefje en nichtje. Dan besluiten ze de hulp in te roepen van de bandarlog. Ook deze dieren zijn echter niet opgewassen tegen Jerom en ze worden bij een circus afgeleverd. Ook de andere dieren willen wel in een circus wonen, de circusdirecteur is erg blij met de nieuwe dieren. Nu de dieren niet meer op het eiland zijn, vinden de kinderen het prima om met Jerom mee te gaan. Ze vinden het bed in het huis van Jerom echter veel te zacht en ze slapen in een boom in zijn tuin.